# Лінас Клімавічюс
Лі́нас Кліма́вічюс (лит. Linas Klimavičius, *10 квітня 1989, Паневежис, СРСР) — литовський футболіст, захисник «Динамо». Виступав в Україні за дніпропетровський «Дніпро» та криворізький «Кривбас», здебільшого у турнірі молодіжних команд.

## Кар'єра

### Клубна
Вихованець школи футбольного клубу «Екранас» з міста Паневежиса. У вищому дивізіоні чемпіонату Литви дебютував у сезоні 2007 року у складі першої команди «Екранаса». Другу половину сезону молодий захисник провів вже в іншій команді — «Судуві» з Мар'ямполе. Таким чином протягом одного сезону ігор в еліті литовського чемпіонату гравець виступив за команди, що зайняли у підсумку 2-е та 3-є місця.
У 2008 році перейшов до дніпропетровського «Дніпра», виступав здебільшого за дублюючий склад команди. У вищій лізі чемпіонату України провів один матч — 19 жовтня 2008 року у матчі «Дніпро» — «Металург» Донецьк (нічия 1:1).
Перед початком сезону 2010—2011 перейшов на правах оренди до складу криворізького «Кривбаса», в якому грав виключно за команду дублерів. На початку 2011 року повернувся до Дніпропетровська, де отримав статус вільного агента.
Протягом сезону 2013 року грав за латвійську «Даугаву», після чого повернувся на батьківщину, де провів два сезони у клубі «Тракай».
З січня 2016 року став виступати за «Жальгіріс».

### Збірна
З 2005 року залучався до юнацьких збірних Литви, у 2007—2010 роках провів 17 матчів за молодіжну збірну.
5 червня 2015 року дебютував за національну збірну в товариському матчі проти збірної Угорщини (0:4), в якому відіграв усю гру.

## Досягнення
- Чемпіон Литви: 2016, 2023
- Володар Кубка Литви: 2015-16, 2016, 2018
- Володар Суперкубка Литви: 2016, 2017, 2024